# محطة تيجو (طريقة العمل)
طريقة عمل محطة تيجو

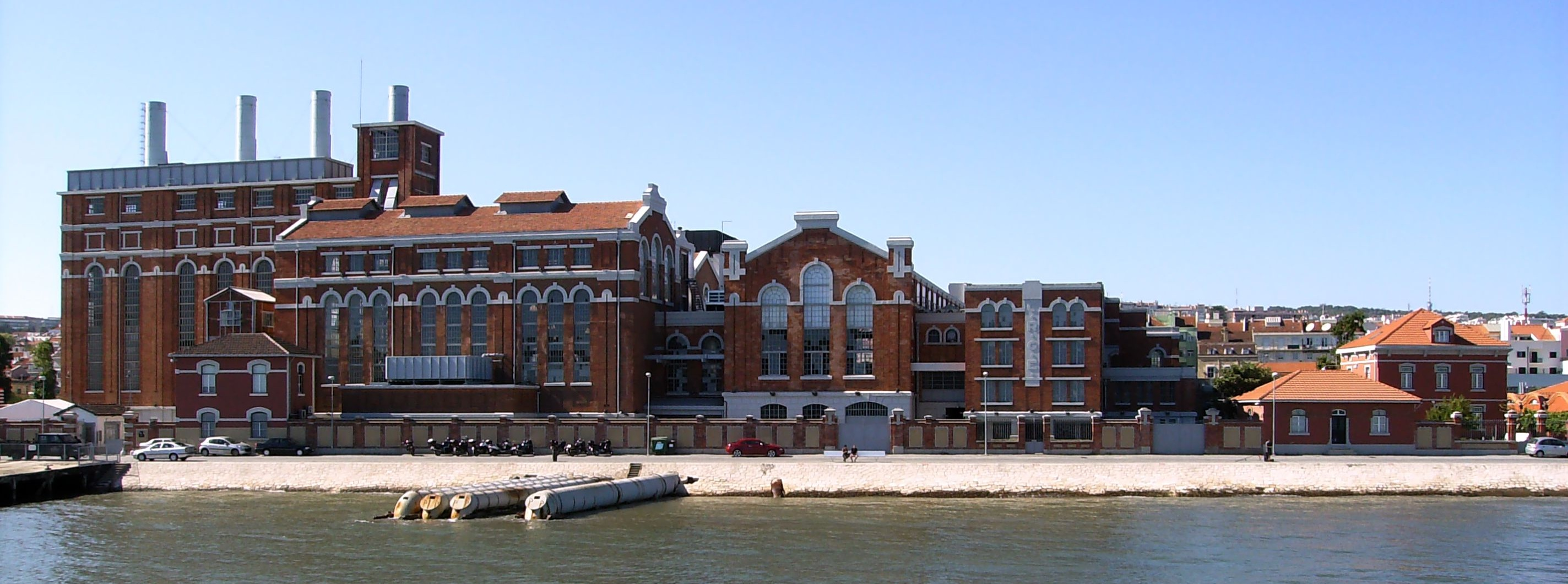

العمل الاساسي لمحطة الطاقة الحرارية هو بسيط جدا: يتمثل في حرق الوقود لاستخراج الطاقة الحرارية والتي بدورها تقوم بتسخين الماء في الغلايات وتحويلها إلى بخار والذي بدوره يقوم بتحريك محركات متصلة بمولدات توليد الكهرباء
وهذه العوامل التي تساعد على توليد الطاقة الكهربائية في محطة تيجو القديمة لم تكن بهذه السهولة، من بينها كان من الضروري القيام باعمال أكثر تعقيدا من ذلك في حركة المياه والهواء ومثل معالجة الوقود الاحفوري وخصوصا الفحم.

## الفحم
المراكب المحملة بالفحم كانت في الغالب تـأتي من بريطانيا العظمى لتصل عبر نهر تيجو بالقرب من المحطة. وبعد ذلك وعبر الواح مستقيمة من الخشب كان ينقل من المراكب إلى القنوات، عمال التفريغ كانوا ينقلون الفحم إلى ساحة الفحم. وتحديدا من هذا المكان كانت تبدأ عملية إنتاج الكهرباء في المحطة.
نقل الفحم لتغذية الغلايات كان يتم عن طريق عربات دفع يدوية من الساحة حتى الصوامع والغربال. وبعد ذلك كان يدخل الفحم عبر المصاعد والتي كانت تحمله حتى الصوامع والتي كانت يخزن بها أنواع عديدة من الفحم مقدمة خليط مختلف من الفحم لامكانية حرقه في الغلايات.
وبعد خلط الفحم كان يدخل مرة أخرى عبر مصاعد توصله إلى ارضية التوزيع والتي توجد في اعلى مبنى الغلايات. ومن هذه الارضية كان يقع الفحم عبر الانابيب وفي الغلايات تبدأ عملية الحرق تدريجيا لتنتج درجة حرارة داخلية تصل إلى 1200 درجة مئوية

## عمل الغلاية
تتألف الغلاية من عنصرين اساسيين وهما: ماء -بخار وهواء – دخان. دور كل عنصر منهم لا غنى عنه ومكمل للعنصر الآخر. دورة ماء – بخار كانت تحول المياه إلى بخار. دورة هواء – دخان كانت له اهمية كبيرة في هذه الدائرة لانه كان المقياس بحسن أو سوء استغلال الغلاية.
الماء كان ضروري لإنتاج البخار وكان يعالج ويسير في انابيب مغلقة، يدخل إلى الغلاية عبر انابيب في الأسفل لتصل إلى البراميل، والتي كانت تعتبر خزان للمياه وكان البخار هو عامل الوصل بين الدائرتين. من البرميل، الماء كان يسقط عبر جدران تسمى بايلي، والانابيب كانت تعمل كمرذاذ. ماء – بخار الناتج عن حرارة الفرن كان يصعد ثم يهبط مرة أخرى إلى البرميل، والبخار الناتج عن هذه العملية كان يوجهه إلى السخانات، ومجموعة الانابيب التي في داخل الفرن كانت تسمح بتحويل البخار الرطب إلى بخار جاف حاصلا على درجة حرارية عالية تقريبا حوالى 450 درجة مئوية. وهكذا يكون في عامل اساسي وضروري لتحريك التروبينات في غرفة المولد.
وبنفس اهمية البخار والماء، كان الهواء أيضاً ضروري لحرق الفحم. ومعظم جزء هذا العمل الدائري يوجد في الجزء الخلفي للغلاية. وباستغلال درجة الحرارة المرتفعة للهواء الموجود في سقف الغلايات كان يتم شفط الهواء عن طريق مروحة اولى توجهه إلى السخانات ثم إلى ارضية الشبكات. ومروحة هواء ثانية لتوجه الهواء إلى جدران الغلايات لضبط النار. من جانب اخر الدخان الناتج عن حرق الوقود كان يتم سحبه عن طريق مراوح الدخان ونقله إلى الخارج عبر المداخن. ولكن قبل هذا كانت تستغل الحرارة الناتجة من هذا الدخان لتسخين الماء والهواء.
اما بخصوص الرماد فكان يوجد في اسفل الغلاية. ولكل غلاية 3 خزانات على شكل هرم مقلوب لغرض استعادة الفحم الغير المحروق ونصف المحروق ورماد الفحم. الخزان كان اسفل انابيب التغذية في ارضية الفرن الرئيسية، لجمع قطع الفحم التي تقع خارج الارضية في وقت التوزيع. الخزان في منتصف الارضية يجمع الفحم النصف المحروق الذي يسقط من الارضية بسبب تحرك الغلاية. الفحم المجمع في هذه الخزانات كان ينقل إلى ساحة الفحم، المكان الاساسي لامداد الغلايات، وذلك لاعادة استخدامه مرة أخرى. واخيرا الخزان الثالث الكائن في اخر ارضية الفرن، كان لتجميع رماد الفحم المتكون بسبب مفرمة الفحم ومضخة المياه التي كانت تعمل على ترطيب وتليين الرماد. وكان هذا الرماد ينقل إلى الخارج ويخزن في صومعة كانت تسمي بـ مخزن الرماد في ساحة الفحم.

## معالجة المياه
الماء المتوجه إلى الغلاية كان نقيا وصافيا ويدور في دائرة مغلقة. المحطة لا تستعمل ماء نهر تيجو لتبخره ولكن تستعمل ماء الحضري الصالح للاستهلاك وبالتحديد من بئر يوجد في اراضي تابعة للمحطة. في البداية كان يخزن في برج الماء وهو خزان ذات احجام كبيرة يقع في سطح مبنى الغلايات للضغط المرتفع. وبعد ذلك كان يعالج في غرفة الماء حيث تنفد ثلاثة وظائف رئيسية: المعالجة المذكورة للماء، قبل التسخين وضخ الماء.
معالجة الماء كان لها دور مهم في هذه العملية لان شوائب الماء وزيادة الاكسجين يمكنه ان يخترق التوربينات ويقوم بأكسدة الانابيب، بالإضافة إلى زيادة وتراكم الجزيئات الصغيرة من الحديد والصلب، مما يؤدي إلى اتلاف المعدات ويقلل من قدرتها الانتاجية. ولهذه الأسباب كان يتم تحليل الماء المستخدمة في المحطة داخل مختبر وبعد ذلك القيام بمعالجة شاملة له، بتنقيته وتصفيته وتصحيحه الكيميائي وغيرها... قبل دخوله ليصبح ماء نقي.
بعد هذه المعالجة، كان الماء يسخن قبل دخوله الغلايات وبالتالي يزيد الكفاءة الحرارية للاحتراق. ولتحقيق هذا يستخدم البخار المستخرج من التوربينات داخل المسخنات، حصلا على درجة حرارة تصل إلى 130 درجة مئوية. ومع هذه الحرارة لا ينقص الا وضع الماء تحت تأثير ضغط معين قبل دخوله للغلايات. مجموعة المضخات داخل غرفة الماء كانت تضمن نقلها وكانت تعمل بضغط 52 كجم/سم2، كافية لكسب ضغط المنعكس الموجود في براميل الغلايات

## التوربينات
البخار الناتج من الغلايات كان يؤدي إلى خروخ ضغط كبير يصل إلى 38 كيلو جرام على السنتيمتر المربع في اتجاه مجموعات التوربينات، والتي بدورها كانت تحول الطاقة الحرارية الناتجة من البخار إلى طاقة ميكانيكية عن طريق التوربينة، وتحويلها إلى طاقة كهربائية تخرج من المولدات. مجموعة المولدات تتكون من توربينة ومولد متردد، والتوربينة تتكون من ثماني عجلات، واحدة بذراعين والسبعة الأخرى بذارع واحد فقط. البخار الخارج من الغلايات كان يدخل في صندوق التوزيع في التوربينة عن طريق مدخل الصمام. ومن خلال صندوق البخار بفتحاته وعن طريق صمامات التحكم يدخل إلى أول عجلة خلفية كانت تحرك التوربينة بسرعة 3000 دورة على الدقيقة. وفي العجلات التالية ينخفض ضغط البخار تدريجيا ليصل إلى ضغط المكثفات والتي كانت سرعتها تتبدل باستمرار.
كل هذه العوامل كانت تؤدي إلى دوران عجلات التوربينة عن طريق ذراع لعمل المولدات والتي كانت تنتج الطاقة الكهربائية حتي يتم توزيعها علي المستهكلين ولاستخدام المعدات الكهربائية في المحطة. المولد كان ينتج 10500 وات بتردد يصل إلى 50 دورة في الثانية. وكان ذراع التوربينة يعمل بشكل مباشر لينتج 170 وات بقوة 320 امبير.
الكهرباء الناتجة من المولدات كانت توجه إلى خط صمامات المخارج. كل خط كان موجه إلى فرع معين لزبون مختلفين. أول خط كان قوته 10 كيلو وات لتغدية خطوط الكهرباء لمدينة لشبونة والخطين الاخرين: واحدة كانت 3,3 كيلو وات والاخرى 30 كيلو وات. الاقدم من هذا الخطوطين وهو الأول كان يمد الكهرباء إلى المستهلكين وأيضا إلى المحطة. والثاني بقوة 30 كيلو كان يخرج منه سلكين، واحد في اتجاه مارفيلا مرورا بقرية فرنسكا دا شيرا والاخر كان يتجه مباشرة إلى مدينة سانتاري ليمد المصانع المحيطة بقرية تيجو.

## المكثفات
بعد قيام البخار بدوره في تحريك عجلات التوربينة كان يوجه إلى المكثفات ليتحول مرة أخرى لحالته السائلة لكي يتم استخدام هذا الماء مرة أخرى في الغلايات. البخار كان يدخل في المكثفات وعن طريق الاتصال بالانابيب المملوئة بالماء البارد يتحول إلى سائل. وهذا الماء التبريد كانت يأتي من نهر تيجو عبر اربع انابيب بمداخل ومخارج وعن طريق الشفط كان يدفع الماء إلى القنوات، وبدون اختلاط لمياه النهر مع المياه المستخدمة في الغلايات وذلك بسبب نظام الانابيب داخل المكثفات.
وعن طريق تكثيف البخار فالمياه كانت تمتص عبر مضخات خاصة ومرسلة مرة أخرى إلى براميل الغلايات مرورا اولا بسخانات المياه والأحواض ومضخات الإمداد وصولا إلى العدادات. وعملية إعادة استخدام البخار لاعادة استغلالها كمياه تغذي الغلايات كانت تكمل دائرة ماء وبخار لمحطة الطاقة الحرارية تيجو وهذا لم يكن استثناء

## قالب:انظر ايضاً
- محطة تيجو
- المحطة الحرارية
- متحف الكهرباء

## قالب:روابط خارجية
- Wikienergia. Central Tejo – Tecnologia